# Sheldon (Nueva York)
Sheldon es un pueblo ubicado en el condado de Wyoming en el estado estadounidense de Nueva York. En el año 2000 tenía una población de 2,561 habitantes y una densidad poblacional de 21 personas por km².

## Geografía
Sheldon se encuentra ubicado en las coordenadas 42°43′36″N 78°22′27″O / 42.72667, -78.37417.

## Demografía
Según la Oficina del Censo en 2000 los ingresos medios por hogar en la localidad eran de $43,232, y los ingresos medios por familia eran $45,701. Los hombres tenían unos ingresos medios de $32,319 frente a los $21,549 para las mujeres. La renta per cápita para la localidad era de $18,698. Alrededor del 5.8% de la población estaban por debajo del umbral de pobreza.